# Ulrich Öunapuu
Ulrich Öunapuu, född 21 maj 1921 i Estland, död 20 februari 1988, var en estnisk-svensk målare.
Öunapuu kom till Sverige i slutet av andra världskriget och var sedan slutet av 1940-talet bosatt i Malmö. Som konstnär arbetade han med att måla beställningsporträtt i olja. Separat ställde han ut i Malmö 1949.